# برناردو لونغ
برناردو لونغ (بالإسبانية: Bernardo Long)‏ (27 سبتمبر 1989 في الأوروغواي - ) هو لاعب كرة قدم أوروغواني في مركز حراسة المرمى. لعب مع رامبلا جونيورز وسوسيداد ديبورتيفو كيتو ونادي لينكولن ريد إيمبس.

## وصلات خارجية
- برناردو لونغ على موقع قاعدة بيانات كرة القدم.إي يو (الإنجليزية)
- برناردو لونغ على موقع Soccerway.com (الإنجليزية)